# لوتسانا
لوتسانا (به ایتالیایی: Luzzana) یک کومونه در ایتالیا است که در استان برگامو واقع شده‌است.

## خصوصیات
لوتسانا ۳٫۴ کیلومترمربع مساحت و ۷۷۶ نفر جمعیت دارد و ۳۱۰ متر بالاتر از سطح دریا واقع شده‌است.